# Герб Торчина
Герб Торчина — це офіційний символ Торчина, затверджений рішенням Торчинської селищної ради. Разом із прапором становить офіційну символіку селища.

### Перший гербТорчина
Перший герб був виявлений гербознавцем Андрієм Гречилом на печатці одного з міських документів XVIII століття. Найбільш ймовірно, що він існував ще з XVI століття, з того часу, як Торчин отримав 10 липня 1540 року Магдебурзьке право і статус міста. Свідченням цього є зображені на ньому елементи.
Герб, поділено на 4 частини. На лівій верхній зображено герб «Труби» — три чорні сурми, покладені зіркою на срібному тлі. Саме цей елемент є родовим гербом луцького католицького біскупа князя Юрія Хвальчевського, який побудував у Торчині замок і православну церкву та домігся у короля для Торчина Магдебурзького права і статус міста. На правій верхній частині зображено митру вищої духовної особи католицького обряду. Скоріше за все, цей елемент був поміщений у герб міста для підкреслення того, що Торчин є власністю луцької єпископії. У ліву нижню частину вміщено герб Королівства Польського, а у праву нижню частину — герб Великого Князівства Литовського.
Найімовірніше, що цей герб перестав використовуватися після трьох поділів Речі Посполитої.

### «Панна з двома вінками»
З XIX століття на печатках Торчина з'являється новий гербовий знак — «панна з двома вінками». Цей елемент є запозичений з луцького герба XVIII-XIX ст. Судячи з усього, Торчин, не маючи за часів Російської імперії офіційно затвердженого герба (як і інші позаштатні містечка), використовував на своїх печатках тогочасний герб повітового міста (у даному разі — Луцька). Печатки з таким гербом побутували у XIX — на поч.XX століття.

### Сучасний герб
У заокругленому іспанському щиті на тлі українського прапора зображена панна в білому вбрані, що тримає у розпростертих руках по одному золотому вінку, якими вона оберігає дві вежі, які спираються на човен. Вежі символізують Торчин Старий (острів Застріжжя і Черкащина) і Торчин Новий (на північ від Застріжжя). Човен символізує річки Серну і Стриж, що омивали острів Застріжжя.
Герб затверджений селищною радою у серпні 1990 року.